# Drangijana
Drangijana (staroperz. Zranka: „Zemlja vode“, grč. Δραγγιανή), povijesna je regija Perzijskog Carstva iz doba iranske dinastije Ahemenida, a danas dio Afganistana, Pakistana i istočnog Irana. Zemlja je bila naseljena iranskim plemenima koje su Grci zvali Sarangijanci ili Drangijanci. Njih je pokorio drugi iranski narod Medijci, dok sredinom 6. stoljeća pr. Kr. oba naroda pokorava još jedan iranski narod, Perzijanci, na čelu s Kirom Velikim. Prema Herodotu, tijekom vladavine Darija Velikog Drangijanci su smješteni u istu administrativnu jedinicu skupa s Utijancima, Tamanejcima i Mikijcima, te su deportirani na obalu Perzijskog zaljeva. Godine 330. pr. Kr. regiju je osvojio Aleksandar Makedonski, poslije kojeg regijom vlada helenistička dinastija Seleukida. Samo generaciju poslije, Drangijanom ponovo vladaju iranske dinastije, prvo Parti, a zatim kasnije Sasanidi. Danas je regija poznata pod modernim nazivom „Sistan“.

## Vanjske poveznice
- Drangijana, Livius.org  Arhivirana inačica izvorne stranice od 21. rujna 2012. (Wayback Machine)
- [neaktivna poveznica]